# Erythrolamprus reginae
Erythrolamprus reginae — вид змій родини полозових (Colubridae). Мешкає в Південній Америці.

## Поширення і екологія
Erythrolamprus reginae мешкають в Бразилії, Колумбії, Еквадорі, Перу, Болівії, Венесуелі, Гаяні, Суринамі, Французькій Гвіані, Парагваї і Аргентині. Вони живуть в різноманітних природних середовищах, зокрема у вологих тропічних лісах Амазонії, атлантичних лісах, в галерейних лісах в саванах серрадо, трапляються у вторинних лісах та на плантаціях. Зустрічаються на висоті до 1500 м над рівнем моря. Живляться переважно амфібіями і гризунами, іноді ящірками і пуголовками. Відкладають яйця.